# Lídice
Lídice je obec v centrální části Panamy v provincii Západní Panama. V roce 2010 zde žilo 5 307 obyvatel.

## Název
Město bylo přejmenováno z původního názvu „Potrero“ k připomínce obce Lidice v Protektorátu Čechy a Morava (dnes Česko), která byla vyhlazena jednotkami SS 10. června 1942 jako odplata za atentát na Heydricha.